# Valdebustos
Valdebustos es una localidad del municipio de Ampudia, en la Provincia de Palencia, comunidad autónoma de Castilla y León, España.

## Geografía
En la comarca de Tierra de Campos, al sur de la provincia, en la carretera  autonómica  P-943   1 km al este del límite con la provincia de Valladolid y 2 km al oeste de Valoria del Alcor.

## Demografía
Durante los años 2000 y 2020 no ha tenido ningún habitante censado.

## Historia
A la caída del Antiguo Régimen la localidad se integra en el municipio constitucional, en el partido de Palencia conocido entonces como Valoria del Alcor y la Granja de Valdebustos y que en el censo de 1842 contaba con 50 hogares y 260 vecinos, para a finales del siglo XX integrarse en Ampudia, ambas localidades contaban entonces con 37 hogares y 144 habitantes.